# Zhao Yanni
Zhao Yanni (chiń. upr. 赵艳妮; pinyin Zhào Yànnī; ur. 27 listopada 1986 w prowincji Szantung) – chińska lekkoatletka, biegaczka długodystansowa.

## Osiągnięcia
| Rok  | Impreza              | Miejsce | Konkurencja                   | Lokata            | Wynik    |
| ---- | -------------------- | ------- | ----------------------------- | ----------------- | -------- |
| 2007 | Mistrzostwa Azji     | Amman   | bieg na 3000 z przeszkodami   | 1. miejsce        | 10:48,18 |
| 2008 | Igrzyska olimpijskie | Pekin   | bieg na 3000 m z przeszkodami | el. – 47. miejsce | 10:36,77 |

Medalistka mistrzostw Chin.

## Rekordy życiowe
- Bieg na 3000 metrów z przeszkodami – 9:43,60 (2008)